# Allan Gurganus
Compléments
Académie américaine des arts et des sciences, Académie américaine des arts et des lettres
Allan Gurganus, né le 11 juin 1947 à Rocky Mount, en Caroline du Nord, est un écrivain américain.

## Biographie
Gurganus obtient le Los Angeles Times Book Prize en 1991 pour le recueil de nouvelles Les Blancs (White People) et le prix Lambda Literary en 2001 pour le recueil de nouvelles The Practical Heart, dont seule la nouvelle Et nous sommes à lui (Saint Monster) a été traduite en français.
Il obtient une Bourse Guggenheim en 2006.

## Œuvre

### Romans
- Good Help (1988), court roman
- Oldest Living Confederate Widow Tells All (1989) Publié en français sous le titre Lucy Marsden raconte tout, traduit par Élisabeth Peellaert, Paris, Éditions Plon, coll. « Feux croisés », 1997, 712 p.  (ISBN 2-259-02197-2)[1]
- Blessed Assurance: A Moral Tale (1990), court roman Publié en français sous le titre Bénie soit l’assurance. Conte moral, traduit par Simone Manceau, Paris, Éditions Plon, coll. « Feux croisés », 1994, 135 p.  (ISBN 2-259-00378-8) ; réédition, Paris, 10/18, coll. « Domaine étranger » no 2845, 1997  (ISBN 2-264-02132-2)
- Plays Well with Others (1997)
- Decoy (2015), court roman

### Recueils de nouvelles
- White People (1991) - Los Angeles Times Book Prize Publié en français sous le titre Les Blancs, traduit par Simone Manceau et Élisabeth Peellaert, Paris, Éditions Plon, coll. « Feux croisés », 2001, 345 p.  (ISBN 2-259-02481-5)
- The Practical Heart (1993), réédition en 2001 - Prix Lambda Literary Publié de façon partielle en français - seulement la longue nouvelle Saint Monster - sous le titre Et nous sommes à lui, traduit par Élisabeth Peellaert, Paris, Éditions Plon, coll. « Feux croisés », 2004, 244 p.  (ISBN 2-259-19757-4)
- Local Souls (2013) Publié en français sous le titre Ceux qui restent, traduit par Anne Rabinovitch, Paris, Christian Bourgois, 2015  (ISBN 978-2-267-02727-3)

### Autre publication
- Sunday Morning. Allan Gurganus on cemeteries (2013)